# 菊陽町立武蔵ヶ丘小学校
菊陽町立武蔵ヶ丘小学校（きくようちょうりつ むさしがおかしょうがっこう）は、熊本県菊池郡菊陽町にある公立小学校。

## 沿革
- 1974年（昭和49年）4月1日 - 菊陽町立菊陽中部小学校花立分校廃校により創立
- 1984年（昭和59年）4月1日 - 菊陽町立菊陽西小学校を分離
- 1985年（昭和60年）4月1日 - 菊陽町立武蔵ヶ丘北小学校を分離